# Minnedosa
Minnedosa es una ciudad en la parte suroeste de la provincia canadiense de Manitoba situada a 50 km (32 mi) al norte de Brandon, Manitoba en el río Little Saskatchewan. El nombre de la ciudad significa "agua que fluye" en el idioma dakota. La población de Minnedosa informada en el censo canadiense de 2021 era 2741. La ciudad está rodeada por el municipio rural de Minto - Odanah.

## Historia
Antes de la llegada de los europeos al área de Minnedosa, los pueblos nómadas Ojibway, Cree, Assiniboine y Sioux recorrieron y utilizaron principalmente la tierra. John Tanner era el nieto de John Tanner que había sido criado por un Odawa . Fue un colono estadounidense que llegó a la zona en 1869. El Tanner más joven fue el primer colono Métis en el área y dirigió un servicio de ferry a través del río Little Saskatchewan. Cuando se construyó un puente en 1879, el transbordador quedó obsoleto y, al mismo tiempo, se inició un pequeño pueblo, Tanner's Crossing, cerca. John Armitage se mudó al área por esta época en 1877 y comenzó a construir un aserradero y un molino. Se unió a Tanner para diseñar un nuevo sitio para la ciudad y finalmente Armitage acumuló 3800 acres (15,4 km²)   de propiedad. Tanner nombró a la nueva ciudad Minnedosa, de la palabra dakota mní dúza que significa "agua que fluye".

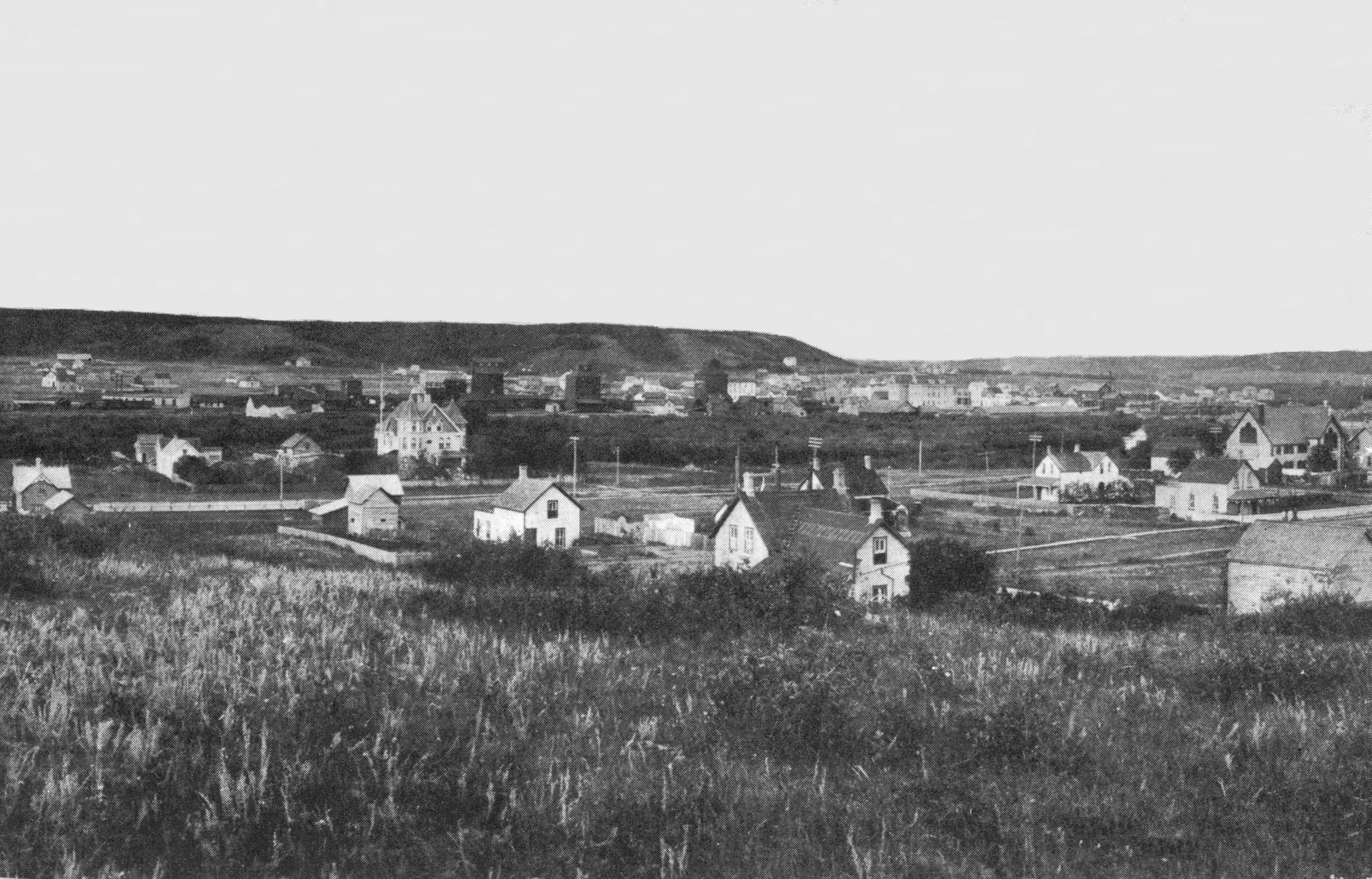
Minnedosa, c. 1918

Aunque Minnedosa aspiró en su día a ser el lugar de un cruce fluvial para el ferrocarril transcontinental de la Canadian Pacific Railway, el honor se concedió inicialmente a Rapid City, mientras que el emplazamiento real del ferrocarril se estableció más tarde en un lugar mucho más al sur, creando la ciudad de Brandon. En 1883 Minnedosa se constituyó en ciudad, tras un periodo de crecimiento gracias a los planes de asentamiento del gobierno canadiense. La transformación de Minnedosa en ciudad coincidió con la llegada del ferrocarril en 1883, lo que propició un mayor crecimiento del asentamiento.
Se propuso una presa en 1907 y fue aprobada en diciembre del mismo año por el Gobierno de Canadá. Fue construido en el río Little Saskatchewan, cerca de la ciudad. Después de varios retrasos, la presa se completó en 1912, creando el lago Minnedosa. El agua fluyó por primera vez sobre el aliviadero el 10 de abril de 1912. Minnedosa fue la segunda comunidad en la provincia de Manitoba en generar su propia energía hidroeléctrica. Un proyecto anterior en 1900 también estaba en el río Minnedosa y suministró energía a la ciudad de Brandon, Manitoba . Inicialmente de propiedad privada, la planta de generación fue asumida por la Comisión de Energía de Manitoba en 1920 y reemplazada por una planta de generación diesel y en 1930, energía de la red provincial. El lago se utilizó como fuente de agua para la ciudad, para la recreación y para abastecer las locomotoras del Canadian Pacific Railway. El 4 de mayo de 1948, el aliviadero de la presa falló debido a la erosión de la estructura y la inundación resultante dañó muchas casas y negocios en la ciudad. El aliviadero no fue reparado hasta 1950 por la Administración de Rehabilitación de Prairie Farm.
Desde 1981, la planta de etanol de Minnedosa produce etanol para mezclarlo con gasolina y, a fines de 2007, se expandió hasta convertirse en una de las instalaciones de etanol más grandes de Canadá. Esta planta es propiedad y está operada por Husky Energy .

## Geografía

### Clima
Minnedosa tiene un clima continental húmedo ( Köppen dfb ) típico del sur de Manitoba. Como resultado de su posición tierra adentro en una latitud relativamente alta, los inviernos son extremadamente fríos con una media de enero de menos de −17 grados Celsius (1,4 °F). En los veranos relativamente cortos, Minnedosa experimenta temperaturas cálidas y, a veces, calientes debido a las masas de aire continental más cálidas. Es propenso a las noches frías durante todo el año, y todos los meses se registran heladas de aire.
En el Censo de Población de 2021 realizado por Statistics Canada, Minnedosa tenía una población de 2741 viviendo en 1210 de sus 1398 viviendas privadas totales, un cambio de11,9 % de su población de 2016 de 2,449. Con un terreno de 14.95 km²  , tenía una densidad de población de 183,3/km   en 2021.

## Gente notable
- Izzy Asper, fundadora de CanWest Global Communications Corp.
- Ron Chipperfield, jugador de hockey profesional
- Frances Gertrude McGill (1882-1959), patóloga forense y criminóloga
- Maxine Miller, actriz